# 塞特福德
塞特福德（Thetford）是英格蘭諾福克郡的一座城鎮，位於諾維奇和倫敦之間。塞特福德面積29.55 km2（11.41 sq mi），有人口24,340人。

## 友好城市
- 法國 莱叙利斯